# Volcan de boue de Bledug Kuwu
Le volcan de boue de Bledug Kuwu est un phénomène géologique dans le nord de la province de Java central en Indonésie, dans le kabupaten (département) de Grobogan. Il s'agit d'un vaste champ de boue où se produit de façon continue une succession d'explosions de bulles de dioxyde de carbone et d'eau salée. Le Bledug Kuwu est en fait un volcan de boue.

## Géographie

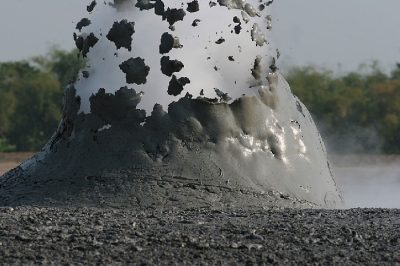
Bledug Kuwu

On peut se rendre au Bledug Kuwu, soit depuis Semarang, la capitale provinciale de Java central, soit depuis Solo. De là, il faut d'abord aller à Purwodadi, le chef-lieu du kabupaten (à 64 km dans les deux cas). De Purwodadi au Bledug Kuwu, il y a encore 40 km.
Ce qu'on aperçoit de loin est la montée depuis la surface du sol de grandes quantités de vapeur accompagnée d'une forte détonation semblable à un coup de tonnerre lointain. De près, on observe des bulles hémisphériques faite de terre noire et d'eau d'environ cinq mètres de diamètre qui apparaissent à un intervalle de quelques secondes et qui enflent en atteignant une hauteur de six à neuf mètres. Puis ces bulles éclatent en produisant un fort bruit, éparpillant dans toutes les directions une boue noire avec une forte odeur évoquant celle du goudron et une température supérieure à celle de l'air environnant.
Au cours du temps, cette boue a créé une vaste aire plane et circulaire d'environ 800 mètres de circonférence. Pendant la saison des pluies, l'activité de ce volcan de boue devient plus violente, les explosions sont plus fortes et la boue est projetée à une plus grande hauteur.
L'eau de cette boue est salée. La population locale récupère l'eau produite par les explosions et la font évaporer au soleil pour en recueillir le sel, qu'elle vend.
Un autre endroit dans le monde où l'on peut observer un phénomène semblable est Palo Seco à Trinité-et-Tobago dans les Caraïbes.

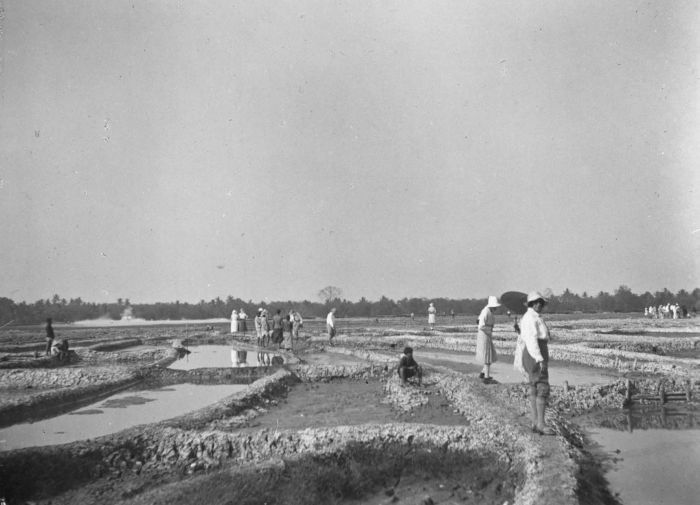
Hollandais en excursion au Bledug Kuwu (1932)